# 한라봉
시라누이(일본어: 不知火, Shiranui) 또는 상품명 데코폰(일본어: 凸椪)은 일본의 귤 품종이다. 교잡종 만감으로서 운향과 귤속의 상록 활엽 소교목으로 분류된다.
대한민국 국내에서는 제주특별자치도에서 사용하는 상품명인 한라봉(漢拏峯)이라고 불린다. 

## 역사
1972년에 일본 농림수산성 과수시험장에서 청견(Citrus 'Kiyomi')과 병감(C. poonensis)을 교배하여 육성한 품종이다. 당시 실생번호는 키요미 × 폰칸 32호였다. 당시에는 과실의 형태가 좋지 않고 특이하며, 과면이 거칠고 과피색이 희미하다 하여 주목받지 못했다. 그러나 점차 품질이 개선되어 지금은 당도가 높고 과육 상태와 향기가 좋으며, 상품 또한 다양해졌다.
대한민국에서는 1990년대에 제주도에서 도입해 재배하기 시작하였으며, 일본 농림수산성이 대한민국에 품종보호 출원등록을 하지 않았기 때문에 별도의 로열티가 지불되지 않았다. 이후 열매 꼭지의 튀어나온 부분이 산 봉우리를 연상시킨다고 하여, 한라산의 이름을 따 '한라봉'이라는 상품명이 붙여졌다. 2014년 2월에는 사단법인 제주특별자치도한라봉연합회가 국립농산물품질관리원에 지리적 표시 등록을 신청하여, 2015년 대한민국의 농산물 지리적 표시 제100호로 등록되었다.
2000년대 후반에 들어서는 제주도 이외에 전라남도 등지에서도 재배되고 있는데, 제주도 밖에서 재배되는 시라누이는 고흥군의 '하나봉', 진도군의 '황금봉', 경주시의 '경주봉' 등이 있다.

## 등급 구분
| 등급 | 횡경(mm)        | 무게(g) | 3kg 상자개수 | 5kg 상자개수 |
| ---- | --------------- | ------- | ------------ | ------------ |
| 5L   | 102이상~107미만 | 430g    | 7            | 12           |
| 4L   | 95이상~102미만  | 375g    | 8            | 15           |
| 3L   | 88이상~95미만   | 300g    | 10           | 18           |
| 2L   | 80이상~88미만   | 250g    | 12           | 20           |
| L    | 80이상~75미만   | 200g    | 15           | 24           |
| M    | 75이상~70미만   | 180g    | ·            | 28           |

## 같이 보기
- 제주감귤